# Đorđe Bosanac
Đorđe Bosanac (Pavlovac kod Grubišnog Polja, 1948. - Osijek, 29. svibnja 2006.) bio je glumac, istaknuti dramski umjetnik i član osječkog HNK-a od 1971. godine.

## Životopis
Gimnaziju je završio u  Virovitici i upisao zagrebačku  Akademiju dramskih umjetnosti (ADU). Diplomirao je naknadno 1983. godine s polaznicima osječkog, dislociranog studija iste akademije.
Prvi nastup imao je 13. studenoga 1971. godine u predstavi "Napola na drvetu"  Petera Ustinova. U 35-godišnjem glumačkom stažu nanizao je brojne uloge, od visokog šekspirijanskog i krležijanskog repertoara do onih pučkog i robusnog karaktera: Bono u Šovagovićevom "Sokolu", McDuff u  Shakespeareovom Macbethu, Štijef u  Krležinom  "Kraljevu", Jakov u  Špišićevoj "Godini dobre berbe" sve do Djeda Mraza i Princa karnevala. Njegova posljednja umjetnička ostvarenja na osječkoj dramskoj pozornici bila su: Mak u Budakovom "Teštamentu", Ligniere u Cyranu de Bergeracu  Edmonda Rostanda , gradski senator Božidar Burić u "Samu čovjeku"  Ive Kozarčanina i Prestopil u "Događaju u mjestu Gogi"  Slavka Gruma.
Glumio je i u mnogim drugim predstavama: "Neprijatelj naroda, Adam i Eva / Hrvatska rapsodija", "Pravac nebo", "Mačak u vreći", "Na tri kralja", "Utvare", "Tako je ako vam se čini", "Inoče", "Male komedije", "Romeo i Giulietta", "Plava soba", "Rodbinske veze", "Jedan dan istine", "Kažiprst", "Jug 2", "Ujak Vanja", "Idiot", "Vodena koka"...
Nemirnog duha u osječkom HNK-u proveo je glavninu profesionalne karijere, ali je bio i glumac (nešto manje od dvije godine i ravnatelj) Dječjeg kazališta u Osijeku, glumac Kazališta Komedija u Zagrebu, slobodni umjetnik... U posljednje vrijeme bio je i redatelj amaterskog dramskog ansambla KUD-a "Branko Radičević" iz Pačetina i pripremao predstavu "Čudesna sprava" u Gradskom kazalištu Joze Ivakića u Vinkovcima.
Oprobao se u svim dramskim žanrovima, u mjuziklu i opereti, u dječjem i lutkarskom kazalištu, na radiju, televiziji i filmu. Svojedobno je vodio, osmišljavao i igrao u njemu histrionski Teatar u koferu.
Njegov otac Branko Bosanac, koji je umro 1997. godine, bio je tridesetak godina istaknuti glumac Kazališta Virovitica. Kolege i prijatelji zvali su ga Đoko i Đole, čak i Đo.

## Filmografija
- "Gospodski život Stipe Zvonareva" kao Rom/Cigan (1988.)
- "Sokol ga nije volio" kao Bona (1988.)
- "Put u raj" kao pacijent i Galilej (1985.)
- "Tena" (1975.)

## Vanjske poveznice
- Đorđe Bosanac u internetskoj bazi filmova IMDb-u (engl.)